# Майя-Майя (аеропорт)
Аеропорт Майя-Майя (IATA: BZV, ICAO: FCBB) - міжнародний аеропорт, що обслуговує Браззавіль (столиця Республіки Конго).

## Зовнішні посилання
- Maya-Maya Airport website
- Історія інцидентів аеропорту Maya-Maya Airport на Aviation Safety Network
- Інформація про аеропорт Maya-Maya Airport з сайту Great Circle Mapper.
- Поточна погода у Brazzaville на сайті NOAA/NWS
- OpenStreetMap - Brazzaville [Архівовано 20 жовтня 2019 у Wayback Machine.]